# Pedro León Ugalde
Pedro León Ugalde Naranjo (Santiago, 1892 - ibíd, 6 de julio de 1935) fue un abogado y político chileno, militante del Partido Radical (PR).

## Familia y estudios
Nació en el año 1892; hijo de Nicolás Ugalde y Dalila Naranjo. Realizó sus estudios superiores en la Escuela de Derecho de la Universidad de Chile; juró como abogado el 24 de mayo de 1921, con la tesis titulada: Consideraciones sobre los perniciosos efectos del papel moneda. Fue presidente del Centro de Derecho de su universidad, en 1919 y recibió, ese año, el nombramiento de juez de subdelegación.
Se casó con Ana Arias, con quien tuvo tres hijos: Ana Eugenia (quien fuera parlamentaria radical), Pedro León y José Miguel.

## Carrera política
En 1921, luego de haber egresado como abogado, fue elegido como regidor de Santiago, por el periodo 1921-1924. Luego, en una elección parlamentaria complementaria en ese último año, fue elegido como diputado por Quillota y Limache en reemplazo del conservador Francisco Montané Urrejola, incorporándose el 24 de julio de 1924.
El golpe del 5 de septiembre de 1924, lo sacó de quicio; en la sesión siguiente, del 8 de septiembre, protestó en la Cámara, contra la acción producida y fuera de la Cámara, se dedicó a gritar por todas partes, a protestar contra el gobierno de facto, contra el militarismo y a hacer propaganda subversiva. Conversó personalmente con suboficiales y soldados, para convencerlos de que debían rebelarse contra los jefes y deponer al gobierno. En esto lo sorprendieron, lo apresaron y lo encerraron en el Cuartel de Cazadores; el fiscal militar pidió la pena de muerte y el Consejo de Guerra, considerándolo convicto y confeso de haber pretendido sobornar a algunas clases para provocar una revuelta, le aplicó 3 años de extrañamiento menor.
En 1926 quedó libre de toda responsabilidad, por el fuero adquirido con su reelección como diputado. Pero no se libró de ser expedido del país en 1927 y se fue a Argentina, donde fue bien recibido, entró en la política yrigoyenista; se labró una situación; tuvo preponderancia, dinero y prerrogativas.
En las elecciones parlamentarias de 1925, regresó al Congreso Nacional, siendo elegido como diputado por la Sexta Circunscripción Departamental (correspondiente a los departamentos de Valparaíso, Quillota, Limache y Casablanca), por el período 1926-1930. En esa ocasión fue diputado reemplazante en la Comisión Permanente de Trabajo y Previsión Social.
El 21 de septiembre de 1930 regresó a Chile junto con Arturo Alessandri, Marmaduke Grove, Luis Salas Romo y otros; fue nuevamente apresado en noviembre de ese año, en la frontera argentina, frente a Los Ángeles. Alegó que se le había capturado en territorio argentino, amenazó con reclamación diplomática y se le puso en libertad. En enero de 1931 se anunció que había sido expulsado de Buenos Aires y se había dirigido a Montevideo, Uruguay. Se hicieron gestiones para su regreso, las que dieron buen resultado y llegó a Chile la noche del 7 de agosto de 1931. Días después publicó el diario La Libertad.
En las elecciones parlamentarias de 1932, fue elegido como senador por la Cuarta Agrupación Provincial (Santiago), por el periodo legislativo 1933-1941. En esa oportunidad fue miembro de la Comisión Permanente de Gobierno y la de Educación Pública. Falleció el 6 de julio de 1935 sin poder completar su período senatorial. Tras una elección complementaria se eligió a su reemplazante, quién resultó ser el conservador Arturo Ureta Echazarreta, el que se incorporó al Senado en el mes de octubre de ese mismo año.